# Jazz
Jazz er en rytmisk musikstilart med oprindelse hos den farvede befolkningsgruppe i det sydlige USA tilbage i slutningen af 1800-tallet. Jazzen har lige siden og op til vore dage udviklet sig gennem flere epoker eller stadier, men med alle udviklingsstadier fortsat eksisterende lige fuldt side om side i det aktive musikliv verden over. Musikstilarten udføres og spilles fortrinsvis på akustiske instrumenter, men har siden 1970'erne også brugt elektriske instrumenter. Desuden rummer jazzen en righoldig sangtradition, bestående af især blues og evergreens m.v., med sange udført af såvel mandlige som kvindelige solister.
Som rytmisk stilart kan jazzmusikkens hovedperioder groft taget opdeles i [1] den traditionelle New Orleans-jazz (ca. 1895-1920), der af blæsergruppen, dvs. trompet, klarinet og trækbasun, ofte spilles polyfont i kollektiv improvisation med rytmegruppen - [2] den stærkt disciplinerede og gennemarrangerede swingmusik for større orkestre (ca. 1920-60), navnlig for Big Band - [3] den unisont, dvs. enstemmigt, spillede bebop (ca. 1945-1960), især med kvartet eller kvintet - [4] den afdæmpede cool-jazz (ca. 1950-65), ligeledes i mindre ensembler - [5] den mere eksperimenterende avantgarde-jazz (1960-75) - [6] den endnu mere eksperimenterende, radikale free jazz (1960-70) - [7] den elektriske fusions-jazz, et mix af jazz, rock, soul og funk (1970-95) - [8] den klassiske jazzmusik, med en tilbagevenden ("retro") til de respektive kulminationsperioder inden for såvel den traditionelle dixieland-jazz, som den symfoniske Big-Band jazz og den moderne jazzmusik (1995-).
(Tidsperioderne angiver alene hvilke år, den pågældende epoke gennemgik sin hurtigste musikalske udvikling).
Desuden høres igennem de senere år en række eksperimenterende forsøg gjort med at blande jazzen med andre
rytmiske stilarter, som fx latin-jazz, soul-jazz, punk-jazz, jazz-funk, jazz-rock, o.lign.

## Jazzens særkender
I al jazz indgår praktisk taget altid improvisation som en uhyre vigtig bestanddel i musikken i form af indlagte solopartier til de enkelte musikere, hvor solisten efter den kollektive præsentation af det musikalske tema gives lejlighed til sammen med ofte kun rytmegruppen alene at fantasere selvstændigt over såvel det melodiske tema som komponistens fastlagte akkordforløb. Omtrent lige så betydningsfuld er desuden selve den måde, musikken vil være orkestreret og arrangeret på, og som hyppigt kan være overordentlig forskellig fra den oprindelige udgave fra komponistens hånd.
Ud over det gamle velkendte 12-takters blues-skema, der i jazzen indtager en særskilt prominent plads, er det musikalske repertoire gerne hentet fra udvalgte, kendte evergreens (de såkaldte "jazz-standards"), skrevet af de bedste komponister fra især 1900-tallets første halvdel, og ikke sjældent forbedret til lejligheden med en endnu mere avanceret og udbygget harmonik. Repertoiret er endvidere nogenlunde ligeligt fordelt imellem de stærkt rytmisk inciterende, swingende musiknumre i hurtige tempi, og så de mere rolige og udtryksfulde "ballader" (romantisk musiknummer i langsomt tempo).
Det meget udbredte improvisatoriske element i jazzen anses af mange for at være musikgenrens helt specielle unikke musikalske bidrag i kunstnerisk henseende. Improvisatoriske færdigheder stiller særlige krav til solistens hele musikalitet og spontane kreativitet, herunder ikke mindst et udpræget godt gehør. Der er alt i alt tale om færdigheder, som man skal helt tilbage til den tidlige barokperiode i den klassiske europæiske kunstmusik at finde paralleller til blandt musikerne.
Jazzen bygger grundlæggende på en stærkt synkoperet rytmik. Karakteristisk er frem for alt den specielle spændstige, fjedrende swing-rytme, der navnlig skyldes en særlig måde at spille de i jazzmusikken meget benyttede punkterede ottendedels-noder på  (spilles således reelt som ottendedels-trioler med de to første noder bundet sammen via bindebue).

## Jazzmusikkens oprindelse og udvikling
Jazzen har sin oprindelse i et krydsfelt mellem europæiske og afroamerikanske musiktraditioner. Tidlige eksempler på denne syntese er ragtime, blues og gospel. Der var som udgangspunkt tale om udpræget gehør-musik, som i 1800-tallet blev spillet uden noder på de mange forskellige brugte musikinstrumenter, der i Sydstaterne for forholdsvis billige penge overalt i de større byers marskandiserbutikker pludselig blev tilgængelige for selv den fattigste menigmand blandt den farvede befolkning. Årsagen hertil skyldtes overvejende de mange opløste militærorkestre hos den tabende part (Sydstaterne) efter afslutningen på Den amerikanske Borgerkrig i 1865. Noder var derimod anderledes dyre at købe, og musikundervisning var kun noget, som overklasssen og middelklassen havde råd til. Et veludviklet godt gehør var derfor nærmest et uomgængeligt krav for at kunne indgå i et orkestermæssigt samspil af den art.
Selvom grammofonen (pladespilleren) allerede var blevet kommercielt tilgængelig tilbage i 1910, hvor den afløste fonografen (i handelen fra ca. 1895), blev den første grammofonplade med jazzmusik dog først indspillet i 1917, hvilket skete i New York med The Original Dixieland Jazz Band for pladeselskabet Victor. Orkestret var på dette tidspunkt et af de endnu kun ganske få hvide jazzbands i New Orleans med lutter hvide musikere, og de blev af den grund foretrukket i grammofonstudierne på bekostning af de langt flere sorte jazzmusikere at vælge imellem. Det hævdedes dog blandt mange sorte jazzmusikere fra den periode, at trompetisten og orkesterlederen Buddy Bolden allerede i 1897 indspillede et afkortet jazznummer på en fonograf-tromle, fremstillet af en lokal ingeniør i New Orleans; men at alle kopierne af tromlen desværre siden er bortkommet. Først i 1922 lykkedes det omsider et afro-amerikansk dixieland-orkester fra New Orleans, The Original Creole Jazz Band med trombonisten Kid Ory som orkesterleder, at blive tilbudt en kontrakt om en pladeindspilning i et professionelt grammofonstudie for et pladeselskab i Los Angeles.
Efter 1. Verdenskrig begyndte kendskabet til jazzen at brede sig til Europa. Grammofonplader med jazzmusik dukkede op fra USA, og senere kom også jazzmusikere tilrejsende fra USA. Europæere begyndte selv at spille jazz, og flere klassiske komponister som Igor Stravinskij, Maurice Ravel, Paul Hindemith, George Gershwin, Darius Milhaud, Kurt Weill, Dmitrij Sjostakovitj samt ikke mindst danske Niels Viggo Bentzon, lod sig gerne påvirke heraf.
Der var også skarp modstand mod jazzmusikken. Der blev således protesteret mod kropsligheden og sensualiteten i jazzens rytmer og klanglige udtryk. I adskillige lande blev jazzmusikken stærkt fordømt af den politiske højrefløj og stemplet som både vulgær og dekadent "negermusik" - særligt af nazismen, som i 1930'erne konsekvent forbød al jazzmusik under strafansvar. Og på både Det kgl. danske Musikkonservatorium i København og Det Jyske Musikkonservatorium i Århus søgte et dengang stærkt konservativt konsistorium (professorkollegiet) at håndhæve et forbud mod at spille jazzmusik på musikkonservatoriets instrumenter under henvisning til nogle svært forståelige begrundelser, som for eksempel at "flyglet/klaveret ikke havde godt af det" - og lign.
Alligevel etablerede jazzen sig ret hurtigt i Europa som en ny og spændende rytmisk musikgenre og fik herunder i nogen grad farve af de musikalske traditioner, som den mødte i de enkelte lande og regioner - i Danmark bl.a. med pianisterne Leo Mathisen og Børge Roger Henrichsen samt violinisten Svend Asmussen. Specielt under 2. Verdenskrig blev jazzmusikken meget populær, hvor den nu blev spillet som stramt arrangeret nodemusik med korte indlagte improviserede solopartier, gerne i store professionelle Big Bands med en besætning på efterhånden op til 17 mand (standardbesætningen). Det gælder fx Glenn Miller's, Benny Goodman's, Count Basie's og Duke Ellington's Big Band.
Succesen bevirkede imidlertid, at det med tiden begyndte at knibe med tilstrækkelige engagementer til det nærmest eksploderende antal store Big Band, som hos de pågældende orkesterledere til sidst begyndte at vise sig temmelig kostbare at vedligeholde på såvel lønningslisten som udgiften til transport mellem spillestederne rundt omkring (de såkaldte "One-Night Stands"). Det blev i længden kun de allermest berømte og mest velspillende professionelle Big Band, der kunne holde standarden og svare enhver sit, mens flere af de dygtigste blandt solisterne i de øvrige orkestre ikke syntes, at de dalende honorarbetalinger grundet det utilstrækkelige antal engagementer til de alt for mange orkestre efterhånden var værd at spille for. Desuden var nogle af solisterne blevet interesseret i muligheden af at kunne benytte lejligheden til selv at bryde ud og forny jazzmusikken med nogle af deres egne mere eller mindre kreative/revolutionerende musikalske ideer.
Allerede under 2. Verdenskrig begyndte de derfor at søge nye veje med væsentlig mindre grupper - en udvikling, der snart skulle vise sig at komme til at ske i form af to vidt forskellige hovedretninger.

### 1. Traditionel jazz (dixieland)
I 1947 opløste trompetisten Louis Armstrong således som en af de første sit eget Big Band og dannede en sekstet (tre blæsere og en rytmegruppe) under navnet Louis Armstrong And His All Stars. Spillestilen var en tilbagevenden til den oprindelige dixieland-stil i New Orleans i begyndelsen af århundredet, som Louis Armstrong selv var vokset op med i sydstatshavnebyen New Orleans omkring århundredeskiftet, dog i en noget mere tidssvarende udgave med adskillige elementer tilsat fra swingmusikken.
Orkestret gjorde stor lykke under dets mange verdensturnéer, hvorunder det efter 2. Verdenskrig bl.a. gæstede Danmark i alt 10 gange fra 1947 til 1967. Særlig de første Europa-turnéer i 1947, 1949 og 1952 med den nydannede dixieland-sekstet fik stor betydning, idet orkestrets genoptagelse af den traditionelle spillestil blev stærkt medvirkende til udbredelsen af den oprindelige polyfone NewOrleans-jazz tilbage fra begyndelsen af 1900-tallet - i starten dog mest på engelsk initiativ. Det gælder eksempelvis trompetisten Kenny Ball , basunisten Chris Barber  og klarinettisten Acker Bilk  m.fl. - alle kendte engelske orkesterledere fra denne periode. Men også hollandske Peter Schilperoort (baryton-saxofon)  med sit Dutch Swing College Band og danske Arne Bue Jensen (trombone)  med sit Papa Bues Viking Jazzband var med til fra starten at bidrage til at fastlægge "genopdagelsesstilen" (også kaldet "revival-bevægelsen").
Orkestrenes besætning var - og er - som standard: trompet, klarinet og trækbasun samt trommer, tenorbanjo og gulvbas. Spillestilen fordrer, at trompetstemmen altid holder sig forholdsvis tæt til melodien (hovedstemmen), mens klarinetten med hurtige fraseringer oppe i det lyse og mere tynde toneregisterområde væver ud og ind mellem hovedstemmens meloditoner som en slags overliggende koloratur-stemme (mest som hurtige toner i form af sekstendedels-noder), alt imens den mere tungt bevægelige trækbasun fylder den nedre del af klangbilledet ud med hyppige brug af glissando op eller ned til de mest dominerende toner i forbindelse med de forskellige akkordskifte. Det er herunder af væsentlig betydning, at klarinettisten og basunisten udfylder trompetistens (melodistemmens) vejrtrækningspauser og melodipauser o.lign. med passende fraseringer som en slags musikalske kommentarer til selve melodien - et samspil, der nogle gange kan minde lidt om "spørgsmål & svar" mellem blæseinstrumenterne.

#### Jazzklubberne
Sideløbende med den efterfølgende hastige opblomstring inden for ungdomskulturen af både store og små jazzklubber op gennem 1950'erne og 1960'erne i enhver lille købstad, stationsby eller større landsby med respekt for sig selv, blev der i denne periode dannet næsten lige så mange små lokale 6-mands traditionelle NewOrleans-jazzbands med henblik på at kunne dække de mange klubbers behov for levende jazzmusik. Især de lidt større jazzklubber havde gerne her deres eget husorkester.
Konceptet var som oftest en stor balsal til ca. 3-400 mennesker på et af byens mere billige hoteller omkring et centralt dansegulv i dæmpet belysning m/ scene til jazzorkestret, og med skotskternede duge til at skåne bordene mod spildte øl-sjatter og tabte cigaretgløder - kun oplyst af tændte stearinlys, der var nedstukket i halsåbningen på en gammel vinflaske. For at kunne imødekomme den store publikumsinteresse var det ikke ualmindeligt, at de lidt større og mere velbesøgte jazzklubber lod afholde jazzbal i hver eller hver anden uge.
Selv om en jazzklub var stiftet på samme måde som enhver anden lokal musikforening med afholdelse af generalforsamling og valg af bestyrelse samt udfærdigelse af vedtægter med formålsparagraffer for klubbens virke o.a., blev det hurtigt populært for jazzklubberne at gå over til at gøre deres arrangementer offentlige (dvs. med mulighed for adgang uden medlemskort), frem for at lade alle klubarrangementer afholde alene for klubbens egne medlemmer. Det betød væsentlig større søgning til arrangementerne med deraf følgende øgede entréindtægter. Foreningslovgivningen gav mulighed herfor for så vidt, jazzklubbens bestyrelse hos det lokale politimester-embede forinden havde ansøgt om offentlig musik- og dansetilladelse, herunder tilladelse til etablissementets udskænkning af alkoholiske drikkevarer for det blandede publikum (de såkaldte lejlighedstilladelser). Dette var et uomgængeligt krav i medfør af den daværende beværterlovgivning (i dag Restaurationslovens § 22) - og samtidig et krav, der indebar mulighed for kontante afslag, dersom politiet tidligere måtte have konstateret det mindste tilløb til optøjer el.lign. under afviklingen af sådanne offentlige klubarrangementer.
Jazzmiljøets tøjmode foreskrev i denne periode en forholdsvis rustik beklædning med helst halvlange, gråhvide islændertrøjer til mændene og jeans til kvinderne, samt sandaler eller rågummisko som fodtøj - alternativt bare fødder eller endog træsko (heraf det ofte hørt nedsættende arrogante udtryk, "træskojazz", blandt moderne jazz-entusiaster, som af puritanske grunde fandt det useriøst med dans til jazzmusik). Man dansede altid tæt sammen parvis, når bortses fra den stærkt pladskrævende akrobatiske dans, Jitterbug, til de særlige boogie-woogie numre, som også fandtes på jazzorkestrenes repertoire.
Den efter datidens forhold ganske overvældende interesse for jazzklubberne blandt ungdommen tilbage i 1950'erne og 1960'erne, skyldtes dog nok så meget, at der hermed som noget nyt pludselig var åbnet for et større forum for de helt unge kvinder med mulighed for i hidtil ukendt omfang at kunne vise sig frem og blive set - og for de unge mænd at kunne komme og se på. En mindre del af publikum - de mere jazzkyndige - placerede sig gerne ved bordene oppe foran orkestret for bedre at kunne koncentrere sig om selve musikken og bedømmelsen af orkestrets og ikke mindst solisternes musikalske niveau.
En af de største jazzklubber (Holbæk) var således en overgang oppe på mellem 1.500 og 2.000 aktive medlemmer. Og mange andre jazzklubber - fx i Syd- og Sønderjylland (Åbenrå, Haderslev og Vejen, m.fl.) - kunne mønstre en lignende størrelse. En særstilling syntes her bl.a. Riverside Jazzclub i Odense at have indtaget tillige med enkelte andre af landets store klubber med et påstået medlemstal på mere end 12.000! (Dog plejer så usædvanlig høje officielle medlemstal i reglen at kunne tilskrives manglende tradition for årligt tilbagevendende medlemskortfornyelse).
Alt i alt har antallet af spillesteder her i landet i denne periode formentlig nået op på omkring 400 jazzklubber, da interessen for denne ganske bemærkelsesværdige epoke inden for jazzmusik-kulturen var på sit højeste i 1960'erne.
I dag eksisterer endnu 30-40 sådanne jazzklubber rundt omkring i Danmark. De nye tider har i en del tilfælde bevirket en række ændringer i klubkulturen. Publikum er gennemgående blevet noget ældre, og det er ikke ualmindeligt, at der fx er knyttet bespisning til en klubaften, ligesom der mere er blevet tale om lyttejazz frem for dansejazz.

### 2. Moderne jazz
Parallelt med udbredelsen af den traditionelle jazzmusik efter 2. Verdenskrig skilte næsten samtidig den såkaldte moderne jazz sig ud som en sideløbende selvstændig hovedgren. Denne hovedgren skulle snart vise sig så frugtbar, at den yderligere med tiden kunne dele sig op i flere sidegrene, hvoraf de mest markante var bebop, cool-jazz, avantgarde-jazz og free jazz samt fusions-jazz - alle med udgangspunkt i mindre ensembler, typisk trio, kvartet eller kvintet.
Også inden for Big Band musikken skete der fornyelser, hvilket især gjorde sig gældende på det klanglige plan med massive tætføringer af stemmerne på et nu stærkt udvidet akkordgrundlag. Men også måden at arrangere og orkestrere musikken på undergik en overordentlig sofistikeret udvikling - ind imellem præget af professionelle, musikkonservatorieuddannede arrangører, som orkesterlederen ved særlige lejligheder kunne hyre til formålet.

#### Bebop
Banebrydende for bebop'en var her altsaxofonisten Charlie Parker og trompetisten Dizzy Gillespie, som dyrkede en overmåde musikalsk krævende og pågående ekvilibristisk spillestil, kaldet bebop. - Karakteristisk for bebop-musikken er, at temaet/melodien spilles unisont (dvs. enstemmigt)  og ikke sjældent i ofte lynhurtige tempi af to eller tre blæsere sammen med rytmegruppen. Dog således, at blæserne klart synes mere i centrum under præsentationen af temaet, end selve ensemble-spillet i orkestret som helhed.
Den meget intense, ekspressionistiske spillemåde ytrer sig endvidere ved en betydelig udvidelse af musikkens klanglige og rytmiske virkemidler. Harmonikken udvides således med bl.a. 6 og 7-klangsakkorder tillige med omfattende brug af erstatnings-akkorder og gennemgangs-akkorder. Bebop'ens stærkt udadvendte, overmåde artistisk og komplekse spillemåde fik senere hen og især mod slutningen af 1940'erne sit modstykke i form af den mildt sagt anderledes rolige og meget udtryksfulde cool-jazz. Et forbillede for mange udøvere var især trompetisten Miles Davis' indspilninger med et ni-mands orkester, senere udsendt med titlen "Birth Of The Cool". Her var tilknyttet arrangører som Gerry Mulligan, Gil Evans og Davis selv.

#### Cool-jazz
Det karakteristiske kølige særpræg ved cool-jazzen (ofte omtalt som "westcoast jazz") blev især yndet på den amerikanske vestkyst - i Los Angeles med navne som:  Shorty Rogers, Gerry Mulligan, Chet Baker, Stan Getz, Bud Shank, Bob Cooper, Jimmy Giuffre, Shelly Manne, Russ Freeman, Bill Holman, Curtis Counce, Chico Hamilton, Buddy Collette, Hampton Hawes, André Previn og Dave Brubecks kvartet med Paul Desmond. Adskillige af musikerne kom fra big bands ledet af Stan Kenton og Woody Herman. Musikken blev hovedsageligt spillet af små grupper med raffinerede arrangementer og brug af beboppens udvidede harmonik men, i modsætning til beboppens iltre rytmik, med rytmegrupper, som i højere grad var påvirket af Count Basies rytmeideal. Det betød dog ikke, at der ikke blev spillet mere rå bebop i L.A., hvor musikere som Max Roach og Clifford Brown viste nye veje.
Neobop
Under konstruktion....
Jazzen i 60'erne
baserede sig primært på en radikal udskiftning af den normale gængse funktions-harmonik til fordel for udstrakt brug af et såkaldt modalt akkordgrundlag. Den modale musikopfattelse med dens bevidst tilstræbte, næsten stillestående harmonik giver i særlig grad plads for ro og fordybelse i den musikalske oplevelse af jazzmusikken. Og det blev her trompetisten Miles Davis, tenorsaxofonisten John Coltrane og pianisten Bill Evans, der skulle komme til at levere det afgørende gennembrud for præsentationen af denne nærmest demonstrativt indadvendte, impressionistiske spillemåde. I cool-jazzen blev hovedvægten med få undtagelser  lagt på de klanglige farvenuancer på bekostning af melodisk udfoldelse og rytmisk energi. Et typisk cool-jazz tema eller soloparti vil sjældent melodisk folde sig ud med de helt store fraseringer, men i stedet søge at kredse omkring relativt få toner i en afspændt rytme. Til gengæld vil det klanglige være artikuleret i fint afstemte nuancer med en ofte sløret tonalitet, der ikke sjældent peger hen imod egentlig stemningsmusik.

#### Avantgarde-jazz
I 1960'erne forsøgte en lille gruppe jazzmusikere i USA, hvoriblandt særlig altsaxofonisten Ornette Coleman og tenorsaxofonisten Albert Ayler, at gå endnu et skridt videre ved at dyrke en væsentlig mere radikal spillestil, kaldet avantgarde-jazz (avantgarde = fransk betegnelse for "fortrop").
Den klassiske europæiske kunstmusik havde under 1. Verdenskrig udviklet sig til et niveau, hvor den ikke altid tog udgangspunkt i, hvad det menneskelige øre nødvendigvis måtte synes godt om. I stedet blev udgangspunktet ofte fastlagt til at kunne være nogle få korte og på forhånd givne tonerækker (nogle gange defineret via lodtrækning!), der efter et bestemt transformationssystem, som var det efter en matematisk formel, hele tiden varieredes på forskellig måde i form af skiftende såkaldte "toneserier" igennem hele det musikalske forløb (musikhistorisk også kaldet serialisme).
Forløberen for denne temmelig revolutionerende måde at skabe musik på tilskrives den østrigske komponist Arnold Schönberg, som i perioden omkring 1. Verdenskrig  begyndte at udgive atonale musikværker, der brød med det hidtil grundlæggende, universelle dur-moll system og derved afskaffede såvel tonarterne som grundtonefornemmelsen som de strukturelt basalt bærende musikelementer til fordel for den senere såkaldte tolvtonemusik, hvor alle skalaens 12 toner tillagdes lige stor betydning. Som jøde måtte Schönberg efter nazismens magtovertagelse i Tyskland og Østrig i 1930'erne imidlertid flygte til USA via Frankrig, hvorved hans musikopfattelse tillige med påvirkninger fra den tyske komponist Karlheinz Stockhausen efterfølgende kom til at udøve en ganske betydelig indflydelse på avantgarde-jazzens udformning ved dens fremkomst i USA i starten af 1960'erne.
I Danmark blev avantgarde-jazzen med visse modifikationer forholdsvis hurtigt adopteret af musikerne bag The Contemporary Jazz Quintet med bl.a. Franz Beckerlee på altsaxofon (dvs. samme Franz Beckerlee, som senere i 1969 skiftede til guitar og dannede rockorkestret Gasolin sammen med Kim Larsen). - Spillestilens ophævelse af enhver binding til en hvilken som helst underliggende musikalsk grammatik, herunder til hele det grundlæggende dur-moll system, betød, at øret uvægerlig vil opfatte avantgarde-jazzen som atonal og til tider endog stærkt dissonerende, hvilket publikum ikke altid var lige tilbøjelig til umiddelbart at acceptere. Spillestilen døde derfor noget ud igen internationalt i løbet af 1970'erne på grund af manglende publikuminteresse, idet en hyppigt fremført indvending her bl.a. var, at musikken generelt ikke forekom just vellydende ud fra et alment æstetisk synspunkt grundet navnlig den omstændighed, at forholdet mellem dissonanser og konsonanser kom til at fremstå alt for ulige fordelt med en alt for stressende belastning under musikoplevelsen til følge. Og at musikken slet ikke tog udgangspunkt i det subjektive menneskelige sind, men i et objektivt og til tider nærmest matematisk/formelpræget kompositionssystem, hvad der i nogen grad kunne opleves som temmelig koldt og uvedkommende.

#### Free jazz
En sidegren til avantgarde-jazzen, kaldet "free jazz" (med blandt andre pianisten Cecil Taylor og altsaxofonisten Jimmy Lyons), tog ganske kompromisløst skridtet fuldt ud og gjorde sig tilmed helt fri af både tempo og rytmefornemmelse (metrum), så de enkelte jazzmusikere på nærmest anarkistisk vis kunne stå fuldkommen frit med alle hånde musikalske indfald på et givet tidspunkt som værende lige fuldt legitime at byde ind med. Det betyder bl.a., at musikken på ganske uforudsigelig vis fx pludselig vil kunne høres spontant at accelerere i fælles tempo, for derefter lige så pludselig at decelerere igen - for til sidst atter at falde hen i et mere eller mindre ukoordineret tempo på ny.
Meningen med denne særprægede anarkistiske spillestil kan som hovedregel bedst forstås som jazzmusikerens egen fortolkning af egne skiftende indre psykiske stemninger under afviklingen af musiknummeret - rigtignok under ydre påvirkning i nuet fra de omkringstående medspillere i orkestret og tilhørernes opmærksomhed, men uden at skulle føle sig tvunget til at aflevere og udtrykke stemningsoplevelserne på formalistisk vis gennem nogen som helst vedtaget, begrænsende musikalsk form ude fra, som fx igennem en fastlagt toneart, et fastlagt tempo, eller en fastlagt funktionsharmonik (blues-harmonik, kvintcirkel-harmonik, modal harmonik, kirketonalitet, el.lign). - Kort og godt: en strukturløs spillestil, rig på indhold, men uden form; og hvor hele den allermest grundlæggende bærende musikalske dimension vedrørende det normalt fast integrerede samspil mellem form og indhold er blevet opløst.
Mens en del jazzmusikere fortsat dyrker avantgarde-jazz, eller vedkender sig at være mere eller mindre inspireret heraf, høres eksponenter for den mere yderliggående, radikale free jazz efterhånden noget mere sjældent.

#### Fusions-jazz
Fra begyndelsen af 1970’erne brød trompetisten Miles Davis atter igennem med nok en markant stilfornyelse, idet han denne gang gav afkald på de traditionelle akustiske jazzinstrumenter til fordel for et ensemblespil med fortrinsvis elektriske instrumenter (el-bas, keyboard, el-guitar, elektronisk slagtøj, o.lign.). Selv spillede han fortsat trompet, som var påhæftet en mikrofon med tilsluttet forstærker.
Spillestilen byggede ved sin fremkomst hovedsagelig på kollektiv improvisation i ensemble-spillet som baggrund for solisternes udfoldelser (som oftest Miles Davis selv) udført som meget lange musiknumre ad gangen og ofte over én og samme akkord og gerne med en 4 eller 8 takters underdeling.
Rytmen, der er helt blottet for swing, blev alligevel hurtigt karakteriseret som en blanding af moderne jazz og rock - deraf navnet fusions-jazz. Men mange jazz- og rockmusikere havde dog temmelig svært ved at genkende deres egen musikgenre i denne nye jazzfusions-musik, og spillestilen forblev i lang tid heftigt omdiskuteret blandt jazz-kritikerne.
Ikke desto mindre greb den elektriske fusions-jazz hurtigt om sig helt frem til midten af 1990’erne, hvor en mere klassisk, konservativ musikalsk modreaktion herefter satte ind i form af anderledes stramt arrangerede og mere swingende musiknumre på de noget mere konventionelle, oprindelige jazzinstrumenter. Og det med udgangspunkt i såvel den øvrige moderne jazz (dog kun frem til perioden o. 1965), som i den symfoniske Big-Band jazz, og den traditionelle dixieland-jazz (høres bl.a. hos den prisvindende og i jazzkredse særdeles anerkendte trompetist og orkesterleder, Wynton Marsalis, m.fl. og  ).
(Det skal derfor fremover blive interessant at se, om nye originale stilretninger inden for jazzmusikken herefter fortsat vil kunne forventes, eller om ringen efter en mere end et hundrede års yderst kreativ odyssé rundt omkring i musikkens verden omsider er sluttet med denne foreløbige tilbagevenden til jazzens rødder.)

#### Danske Big Band
Herhjemme havde trompetisten Ib Glindemann i 1956 stor succes med sit eget nydannede Big Band som det første af sin art i Danmark, og med hvilket han ofte turnerede rundt og gav koncerter i de større danske byer med de dengang ret moderne Stan Kenton-arrangementer for Big Band musik. Orkestret kom en halv snes år senere til at danne grundlaget for det i dag yderst professionelle, meget velspillende og internationalt anerkendte, Radioens Big Band, under ledelse af ham selv som chefdirigent til en begyndelse sammen med bassisten Erik Moseholm. Beklageligvis har Danmarks Radio af økonomiske grunde i de sidste mange år haft standset sin støtte til Radioens Big Band, så det i overvejende grad har måttet søge at overleve ved at finansiere sig selv via private midler samt egne koncert-initiativer, o.lign - en svær situation, der til sammenligning endnu ikke er blevet nogen af vore efterhånden ganske mange symfoniorkestre her i landet til del. Heldigvis for orkestret har DR's ledelse for nylig (2014) besluttet omsider atter at ville lægge udgifterne til driften af Radioens Big Band ind på budgettet.
Efterfølgende sås mange lokale amatør Big Band dannet i de lidt større byer op gennem 1980'erne og 1990'erne, hvoraf adskillige fortsat ses at leve i bedste velgående.
Standardbesætningen i et moderne Big Band udgøres i dag af 17 mand udover dirigenten: 5 saxofoner (to altsax, to tenorsax og en barytonsax), 4 tromboner (tre tenorbasuner og en basbasun), 4 trompeter, samt en 4-mands rytmegruppe (trommer, klaver, guitar og bas).

## Jazzfestivaler
Der afholdes hvert år i hele Europa op imod 400 jazzfestivaler.
I Danmark er Copenhagen Jazz Festival den største og mest berømte, men der findes flere andre heriblandt Aarhus Jazz Festival, Riverboat Jazzfestival i Silkeborg, Ringkøbing Fjord Jazz Festival i Stauning, Ribe Jazz Festival, Maribo Jazz Festival, Tversted Jazzy Days Jazz Festival i Tversted, Ærø Jazz Festival og Allinge Jazz Festival på Bornholm.

## Eksempler på europæiske jazzmusikere
- Svend Asmussen
- Jesper Thilo
- Erling Kroner
- Ole Kock Hansen
- Palle Mikkelborg
- Theo Jörgensmann
- Jan Johansson
- Charlie Norman
- Michel Petrucciani
- Django Reinhardt
- Georg Riedel
- Charly Antolini
- George Gruntz
- Daniel Humair
- Phil Seamen
- Joe Zawinul
- Jan Garbarek
- Niels Richard Hansen (Ricardo)
- Jamie Cullum

## Eksempler på internationale sang-solister
- Ella Fitzgerald
- Billie Holiday
- Monica Zetterlund
- Cæcilie Norby
- Hanne Boel
- Sarah Vaughan
- Dinah Washington
- Eartha Kitt
- Louis Armstrong
- Frank Sinatra
- Tony Bennett
- Dean Martin
- Bjarne Liller

## Supplerende litteratur
- Thomas E. E. Larson & University of Florida, History and Tradition of Jazz, Kendall/Hunt Publishing Company, 2012, ISBN 0-7872-7574-3.
- Richard Parncutt & Gary McPherson, The Science and Psychology of Music Performance, Oxford University Press NY, 2002, ISBN 0-19-513810-4.
- Lars Ole Bonde, Musik og menneske. Introduktion til musikpsykologi, Forlaget Samfundslitteratur, 2009. Humanistisk/psykologisk musikteori. ISBN 978-87-593-1400-5.
- Finn Slumstrup & Olav Harsløf, Jazz i Danmark 1950-2010, Politikens Forlag, 2011. ISBN 978-87-567-9565-4.
- Erik Wiedemann, Jazzen i blodet - udvalgte artikler 1951-2000. (Af Christian Braad Thomsen), Gyldendal, 2001. ISBN 978-87-02-00437-3.
- F.Büchmann-Møller & K.Frandsen, Svend Asmussen. 100 år for fuld musik, Lindhardt og Ringhof Forlag, 2015.
- Oliver Nelson, Patterns for Improvisation, Jamey Aebersold Jazz, ISBN 978-1-56224-097-4.